# جورج إي. هيوز
جورج إي. هيوز هو سياسي كندي، ولد في 5 أبريل 1853، وتوفي في 4 نوفمبر 1937.